# Parásito estenoxeno

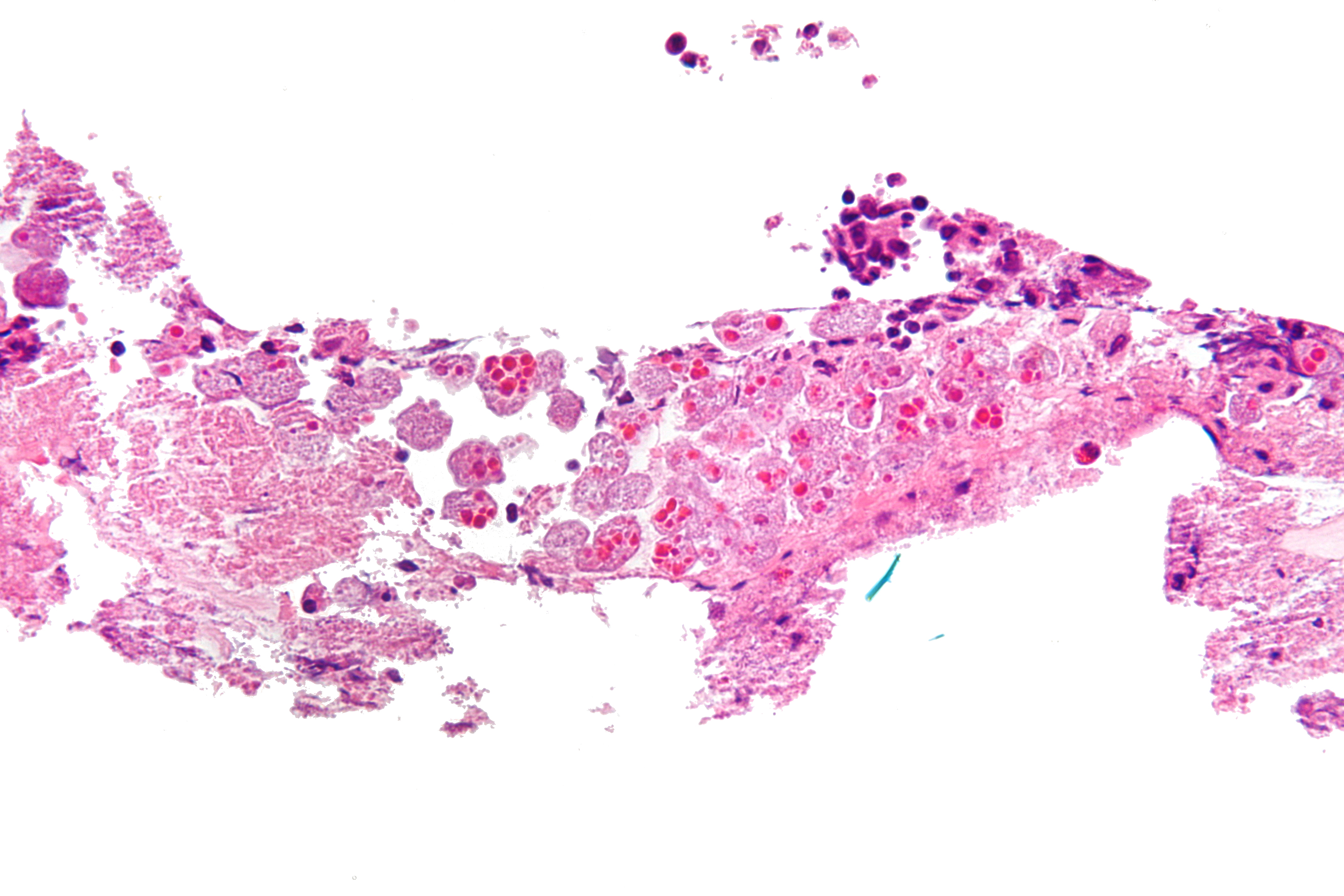
Entamoeba histolytica

Un parásito estenoxeno (de στενος (stenos), reducido y  ξένος (xeno) = extranjero) es aquel que tiene un rango reducido de anfitriones. Un ejemplo de este tipo de parásitos es Entamoeba histolytica que solo tiene al hombre, perros y primates como reservorio natural.